# Tristan Jarry
Tristan Jarry (Surrey, Columbia Británica, 29 de abril de 1995), apodado Jars, es un jugador profesional canadiense de hockey sobre hielo que se desempeña en la posición de guardameta en Pittsburgh Penguins, equipo de la National Hockey League (NHL).

## Carrera
Fue seleccionado en la segunda ronda en la NHL Entry Draft de 2013. En 2016 hizo su debut profesional con el equipo Pittsburgh Penguins, donde lleva jugando ocho temporadas.